# La saga de Cugel
La saga de Cugel (título original en inglés:Cugel's Saga ) es una novela de 1983 de género fantástico del escritor norteamericano Jack Vance. Constituye el tercer volumen de la serie La tierra moribunda , comenzada en 1950, y continúa la historia de su predecesora, Los ojos del sobremundo. La  Internet Speculative Fiction Database describe a la novela como dos veces más larga y menos episódica que Los ojos del sobremundo, y la cataloga como novela y no como adaptación de obras anteriores, «se vende como novela, pero es una tabla de contenidos, y algunas de las partes fueron publicadas previamente, aunque ninguna de ellas es reconocida como tal».  

## Resumen de la trama
la historia se inicia cuando el protagonista, Cugel el inteligente, ha sido abandonado al final de  Los ojos del sobremundo, sentado y desconsolado sobre una playa lejos de su nativa Almery. Igual que en la novela anterior, la meta de Cugel es volver a casa y vengarse de Iucounu, el mago risueño, a quien Cugel responsabiliza indirectamente de su segundo destierro. Tomando esta vez un camino diferente, Cugel obtiene una reliquia mortal de un ser del sobremundo, Sadiark: se emplea como gusanero (miembro de un equipo responsable del cuidado de enormes gusanos marinos) a bordo de un buque mercante de propulsión a gusano, a quien roba en complicidad con la esposa del patrón y sus tres hermosas hijas. Pero la esposa del patrón lo traiciona y es obligado a abandonar el barco y a las mujeres. Tiene otras varias aventuras y contratiempos hasta que con la ayuda de nuevos amigos logra derrotar a Iucounu. Como sus predecesoras, la estructura de la historia es picaresca, y Cugel sigue siendo un personaje ambiguo. 
Se incluye junto a Los ojos del sobremundo en la colección completa del ciclo, Cuentos de la tierra moribunda. En la edición completa de obras de Vance es el volumen 35.

## Edición especial
La segunda edición publicada por Underwood–Miller incluyó 550 copias firmadas y numeradas. Se publicó ocho meses después de la edición regular en tapas duras.